# Gamma Librae
Désignations
Gamma Librae (γ Lib / γ Librae), également nommée Zubenelhakrabi, est une étoile binaire suspectée de la constellation de la Balance. Sa magnitude apparente est de +3,91.

## Nomenclature
γ Librae, latinisé en Gamma Librae, est la désignation de Bayer de l'étoile. Elle porte également la désignation de Flamsteed de 38 Librae.
Zubenelhakrabi est le nom aujourd’hui approuvé pour l'étoile par l’Union astronomique internationale (UAI). Il vient de l’arabe زبانى العقرب Zubānā l-ᶜAqrab, qui désigne la XVIe des manāzil al-qamar, laquelle correspond au couple αβ Lib, et figure dans les premières listes latines de stations lunaires (stations lunaires), qui remontent à l’an mil, sous la forme acebenet. 
Le nom arabe lui-même a une longue histoire. Il trouve son origine dans l’astronomie mésopotamienne, où l’akkadien ZI.BA.AN.NA = zibānītu est une sorte particulière de « balance », et où la figure de cet instrument coexiste avec un autre figure, qaran zuqaqípi, littéralement « les Cornes », c’est-à-dire « les Pinces du Scorpion ». Ce doublet se retrouve chez les Grecs et les Arabes, qui en ont hérité par des voies différentes. La confusion entre ces deux figures explique que les philologues arabes ont pu penser que le mot l’arabe الزبانى  al-Zubānā, qu’ils n’imaginaient pas venir de l’akkadien zibānītu, pouvait être formé sur la racine √ZBN, « pousser », et ils ont donné à ce mot le sens de « pinces », qu’ils ont d’ailleurs étendu à Alpha Cancri (voir cette étoile).
Cela dit, les astronomes arabes ont toujours limité l'affectation des noms dérivés de الزبانى al-Zubānā, aux étoiles de Libra, mais les clercs latins médiévaux ont confondu allègrement les deux figures du Scorpion,  celle Superscorpion hérité des calendriers arabes traditionnels et couvrant les espaces de Libra et de Scorpio, et celle du Scorpion hérité des Grecs, pour voir des Pinces sur les deux figures. C'est ainsi que le nom Zuban Hakrabi est donné à l'étoile γ Sco (quand il s'agit en fait de σ Lib) dans l’Uranometria de Johann Bayer (1603) . Notons que ce nom a également été affecté sous des formes variées à plusieurs étoiles de Libra et de Scorpio. Il semble bien que le nom soit fixé sur γ Lib chez Richard A. Proctor sous la forme Zuben Hakrabi. Nous avons aussi Zuben el Hakrabi, toujours pour γ Lib dans un catalogue de 1925, forme que l’on pour cette étoile chez Dorrit Hoffleit (1962).

## Propriétés
Gamma Librae est une étoile géante rouge de type spectral K0III. Elle est à environ 152 années-lumière de la Terre. Elle possède deux exoplanètes géantes gazeuses en orbite autour d'elle, dont la découverte a été annoncée le 11 avril 2018.